# Startwin

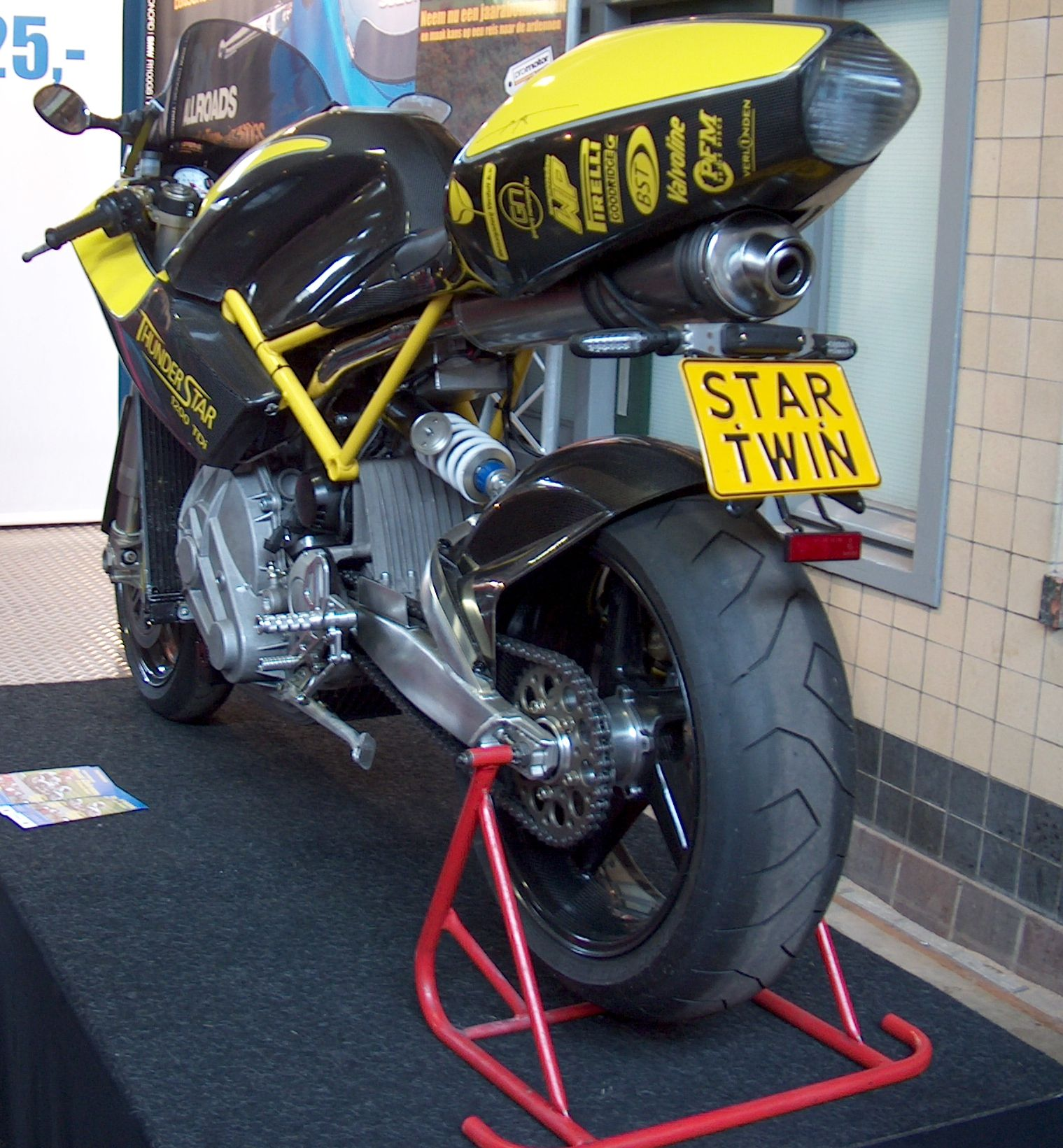
Star Twin Thunderstar 1200 TDI diesel prototype

Startwin is een merk van motorfietsen en kleine auto's.
Nederlands bedrijf van de broers Hans en Kees van der Starre, gevestigd in Loenen. Zij maakten in 1981 een zijspancrosser met een tweecilinderboxermotor die was opgebouwd met Maico-400cc-cilinders en Suzuki-400cc-zuigers. Omdat ze Triumph-dealer waren, kwam er hierna een special op basis van een Bonneville. In 1992 volgde een driewielige auto met een Yamaha FZR 1000-blok dat later werd vervangen door een Triumph-blok van 1200 cc. Inmiddels was Star Twin Moto Guzzi- en Ducati-dealer geworden, waardoor er ook specials op basis van Ducati’s werden gemaakt. Ook kwam er een 900cc-eencilinder voor de Sound Of Singles-klasse. In 2004 presenteerde Star Twin een prototype van een motorfiets met een dieselmotor.
Het merk bouwt ook een auto: de Startwin Lovel F-20.